# Mustika Sari
Mustika Sari is een bestuurslaag in het regentschap Kota Bekasi van de provincie West-Java, Indonesië. Mustika Sari telt 29.691 inwoners (volkstelling 2010).